# Anurophorus spinosus
Anurophorus spinosus är en urinsektsart som beskrevs av Romano Dallai 1971. Anurophorus spinosus ingår i släktet Anurophorus och familjen Isotomidae. Inga underarter finns listade i Catalogue of Life.